# Mjösundet
Mjösundet är en sjö i Piteå kommun i Norrbotten och ingår i Rosåns huvudavrinningsområde. Sjön har en area på 0,101 kvadratkilometer och ligger 6,1 meter över havet. Sjön avvattnas av vattendraget Rosån.

## Delavrinningsområde
Mjösundet ingår i det delavrinningsområde (727368-177053) som SMHI kallar för Utloppet av Mjösundet. Medelhöjden är 24 meter över havet och ytan är 9,85 kvadratkilometer. Räknas de 13 avrinningsområdena uppströms in blir den ackumulerade arean 189,84 kvadratkilometer. Avrinningsområdets utflöde Rosån mynnar i havet. Avrinningsområdet består mestadels av skog (62 procent). Avrinningsområdet har 0,4 kvadratkilometer vattenytor vilket ger det en sjöprocent på 5,5 procent. Bebyggelsen i området täcker en yta av 0,94 kvadratkilometer eller 13 procent av avrinningsområdet.